# Jezioro Ołobockie
Jezioro Ołobockie (niem. Mühlbocker See) –  jezioro na Pojezierzu Łagowskim, w powiecie świebodzińskim, w gminie Skąpe. Od południa do jeziora przylegają zabudowania wsi Ołobok.
Jezioro wykorzystywane jest między innymi w celach rybackich i wędkarskich, w jego wodach prowadzona jest ekstensywna gospodarka przez państwowe Gospodarstwo Rybackie w Zbąszyniu.

## Morfometria

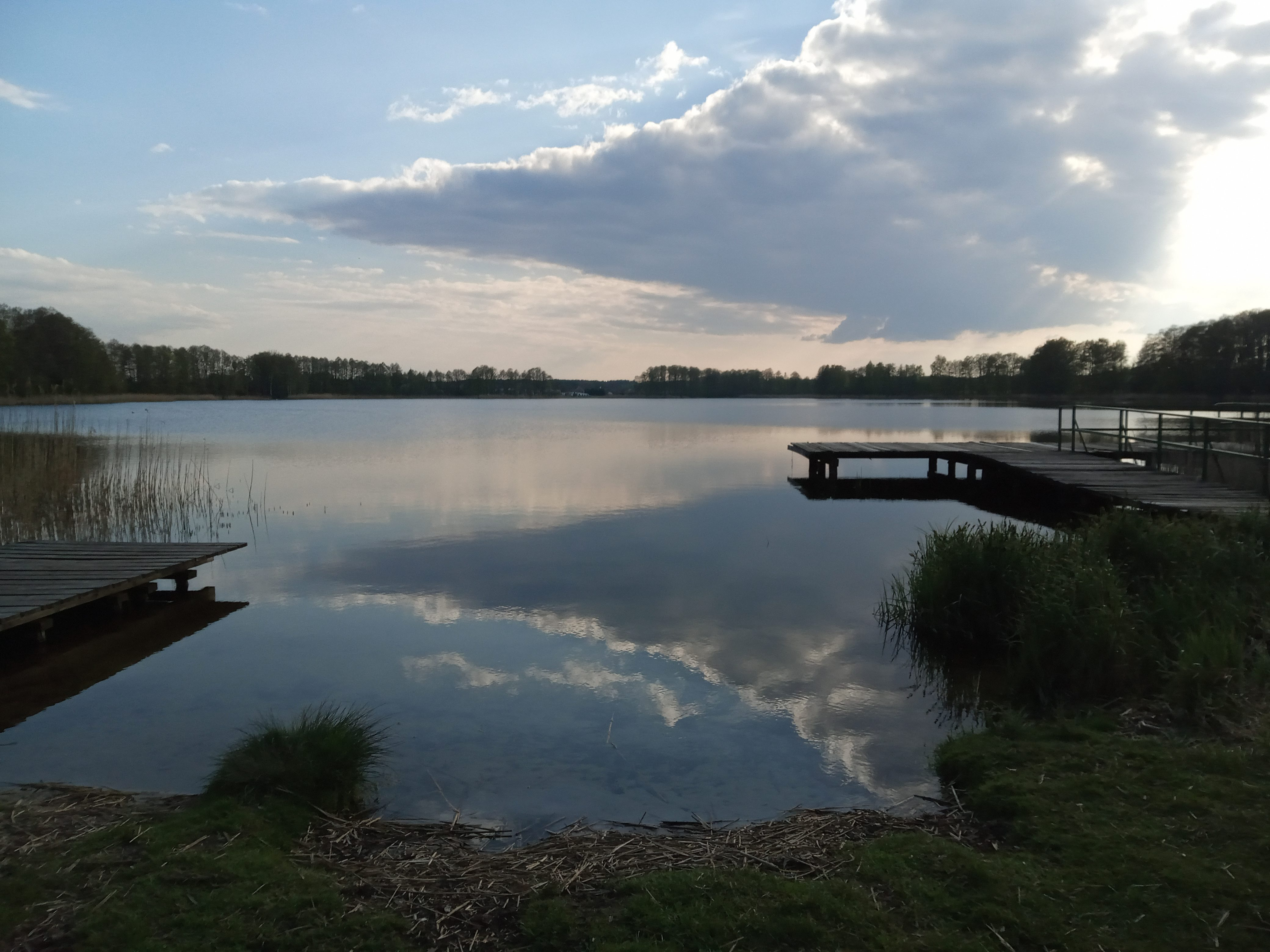
Jezioro z poziomu przechodnia, jedna z plaż

Według danych Instytutu Rybactwa Śródlądowego powierzchnia zwierciadła wody jeziora wynosi 24,5 ha. Średnia głębokość zbiornika wodnego to 2,7 m, a maksymalna to 5,7 m. Lustro wody znajduje się na wysokości 74,7 m n.p.m. Objętość jeziora wynosi 661,5 tys. m³. Natomiast A. Choiński podał wielkość jeziora jako 26 ha, a maksymalną głębokość określił na 6,2 m.